# Low Fi
Pour le courant musical, voir Lo-fi.
Low Fi est un maxi du groupe anglais Stereolab, sorti en septembre 1992. Les 2 000 premiers exemplaires de ce disque ont été pressés sur des disques vinyles transparents de 10 pouces. Ce maxi a aussi été sorti en CD.

## Liste des titres
1. Low Fi
2. (Varoom!)
3. Laissez-Faire (listen)
4. Elektro (He Held the World in His Iron Grip)